# Bert Verhoeff
Gijsbertus (Bert) Verhoeff (Haag, 23. ledna 1949) je nizozemský fotograf. Získal několik fotografických cen, včetně Stříbrného fotoaparátu 1984 a titul nizozemského fotoreportéra roku v roce 1988.

## Život a dílo
Verhoeff navštěvoval střední školu (HBS) na Hervormd Lyceum West v Amsterdamu. Fotografuje od roku 1969. Původně pracoval pro fotografickou tiskovou agenturu Anefo, kde pracoval do roku 1978. V letech 1979 až 1989 pracoval pro různé deníky a týdeníky, jako jsou Het Parool, Trouw, NRC Handelsblad, Algemeen Dagblad a Vrij Nederland. V roce 1984 získal Stříbrnou kameru, cenu za nejlepší novinářskou fotografii roku, za fotografii ministra Van Aardenna, a jeho reakci na zveřejnění zprávy RSV. V letech 1989 až 2004 pracoval pro de Volkskrant, kde byl v letech 2000 až 2002 šéfem fotografické redakce. Verhoeff je členem fotografické agentury Hollandse Hoogte. V letech 2003 až 2009 působil jako učitel na částečný úvazek na Královské akademii umění v Haagu. Často pracuje v projektové formě, s fotografií v knižní podobě a s provizemi pro vládní organizace (Province of Noord-Holland 2009, Municipality of Amsterdam 1980) a muzea (např. Rijksmuseum 1994). Rovněž zastává různé funkce ve správních radách v oblasti fotografie, například předsednictví NFA (1992-2000), Burafo (2008-2011) a správní rady nadace Pictoright (2008-2012).
Úložiště Wikimedia Commons obsahuje téměř 6800 reportážních a portrétních fotografií autora pod volnou licencí.

## Některé fotografie z období v Anefo

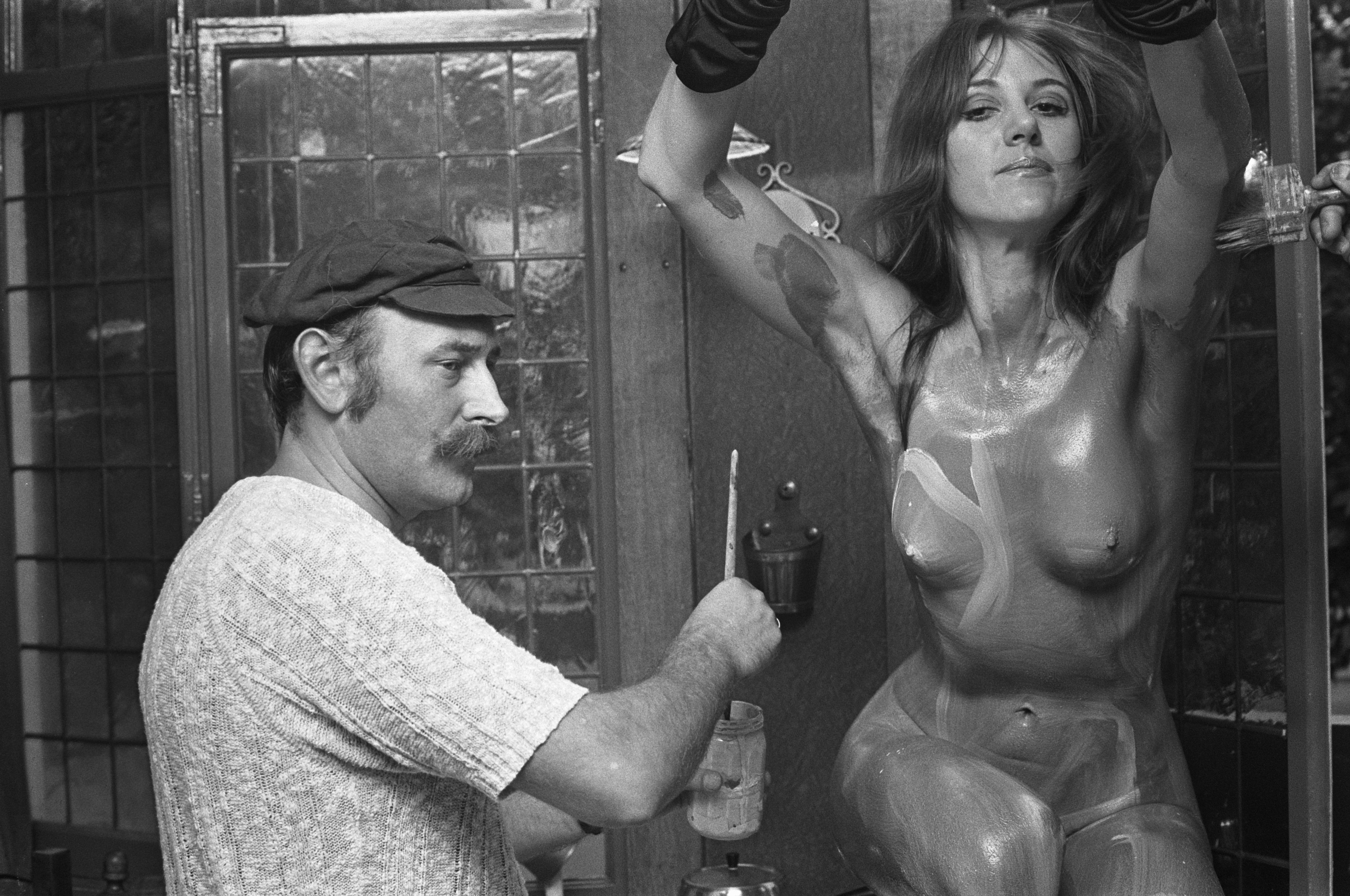
Cor Jaring (1969)
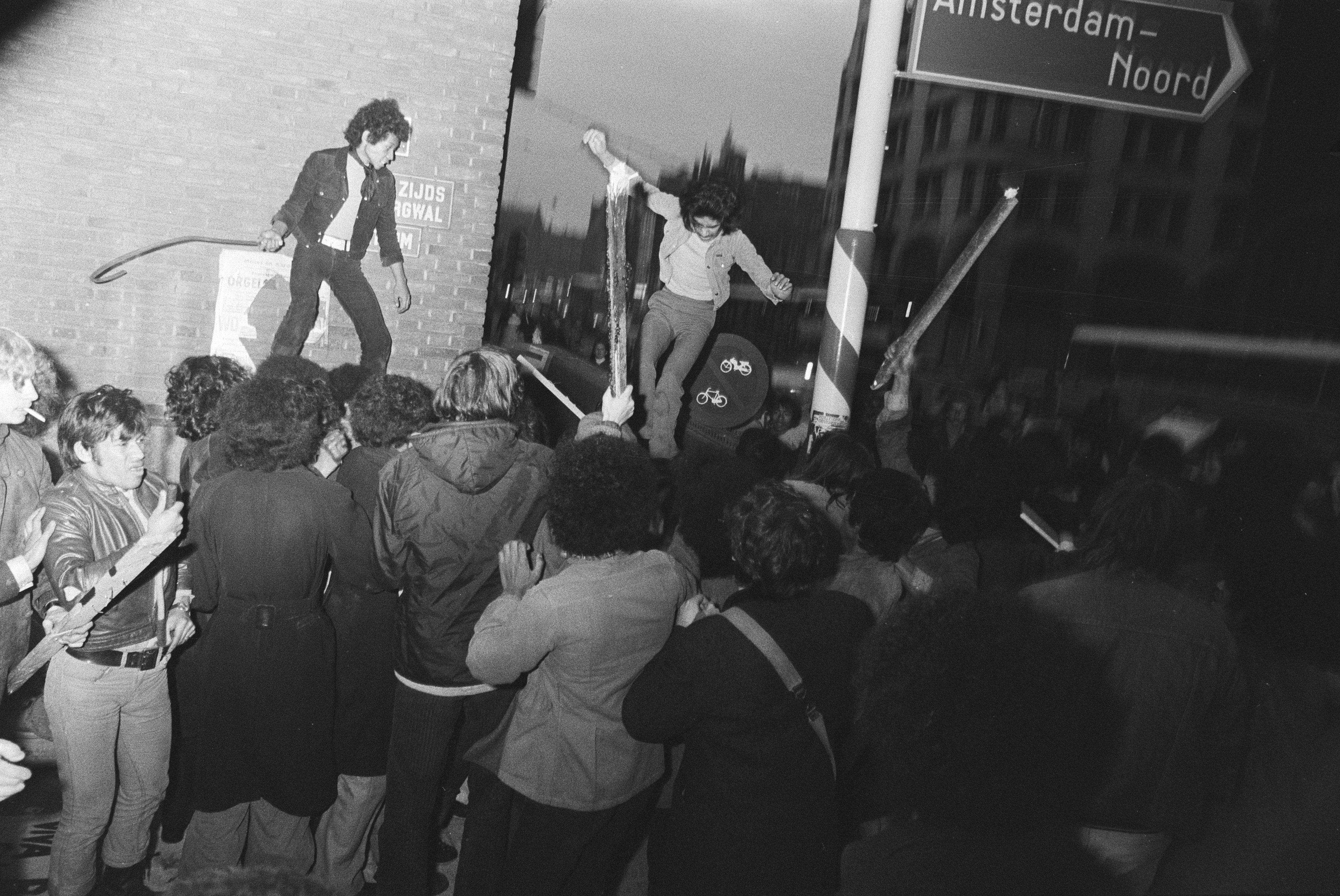
Demonstrace Moluccans (1970)
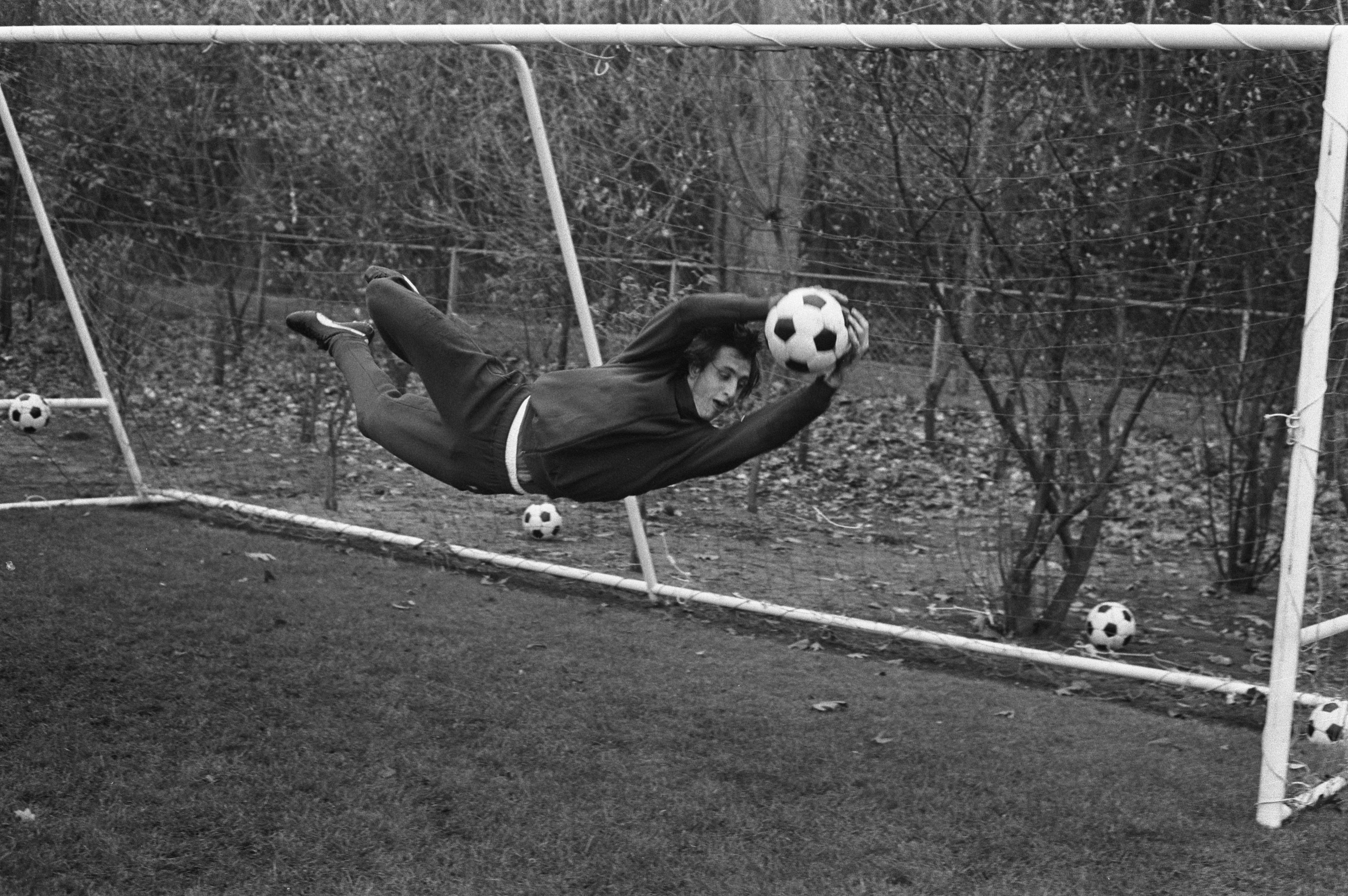
Johan Cruijff jako brankář (1971)
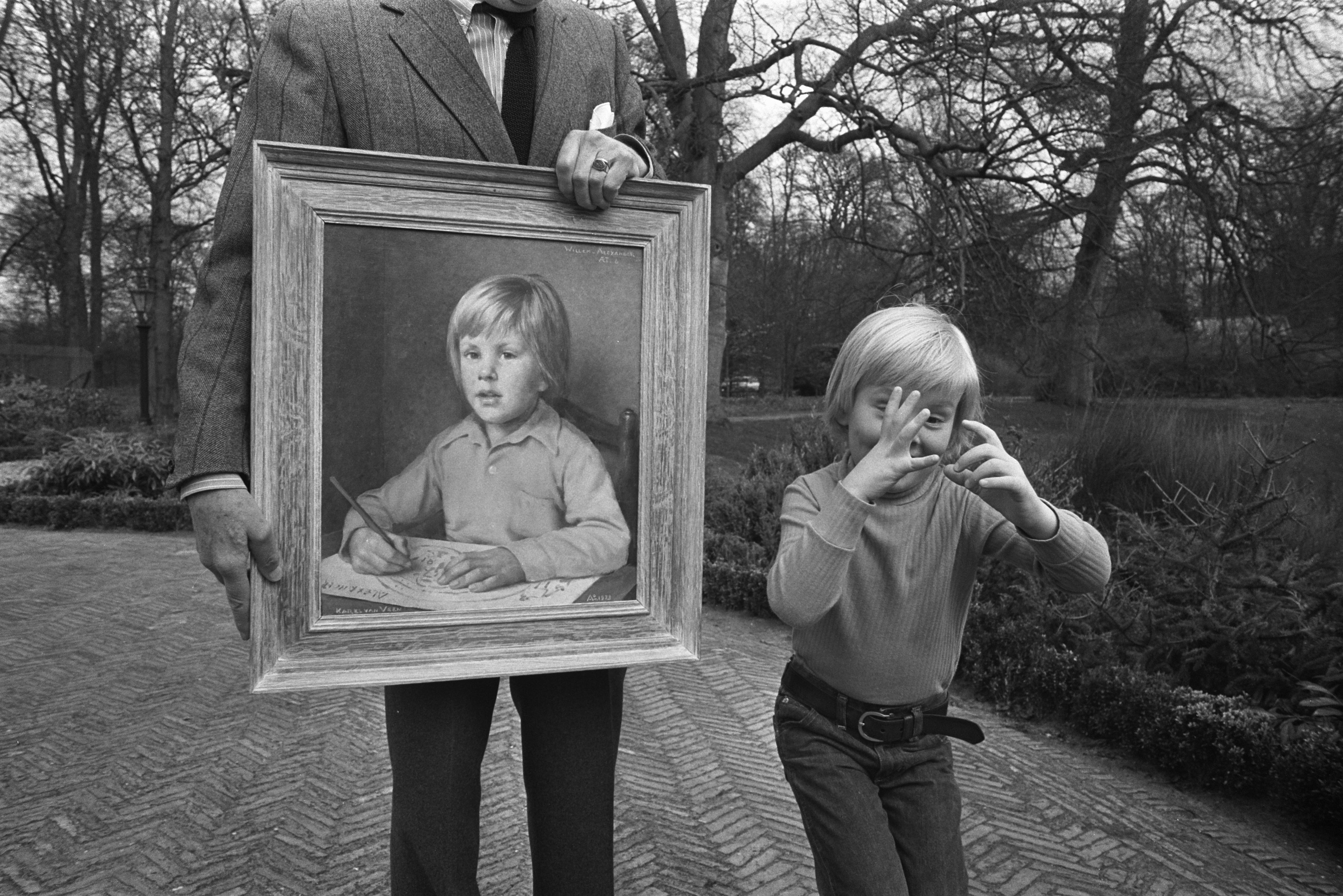
Willem-Alexander (1973)
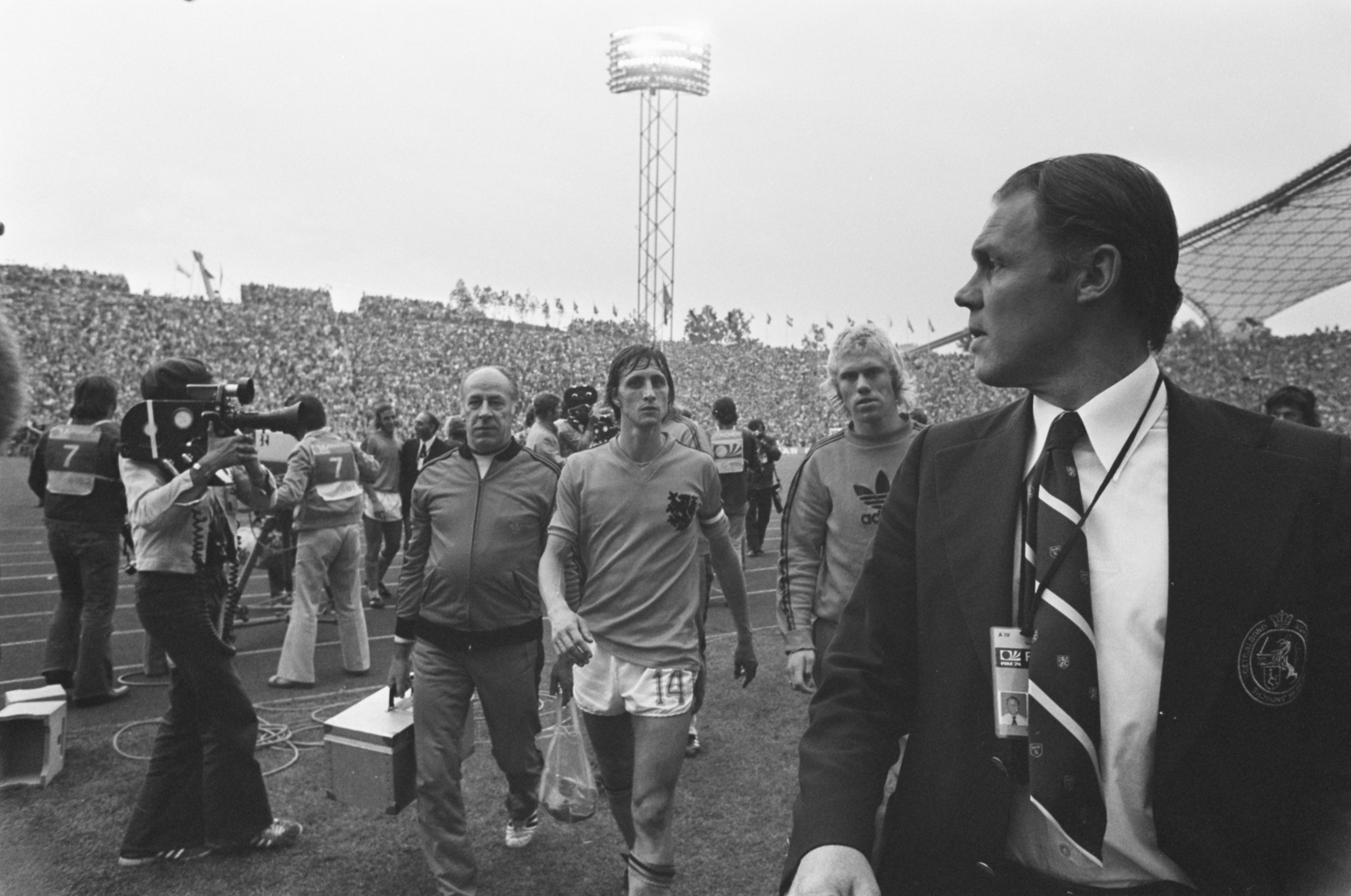
Zápas Německo-Nizozemsko (1974)
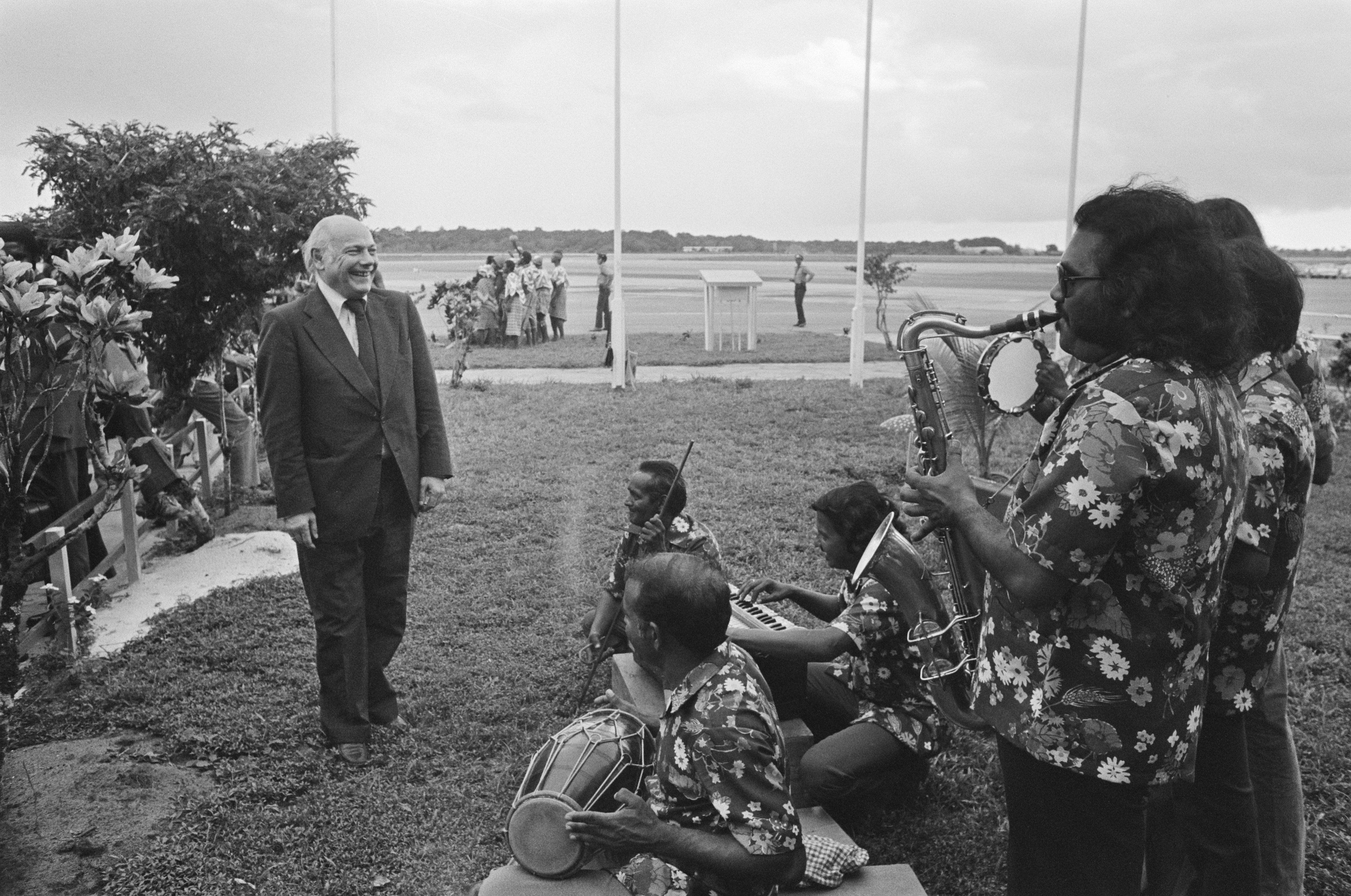
Den Uyl v Surinamu (1975)
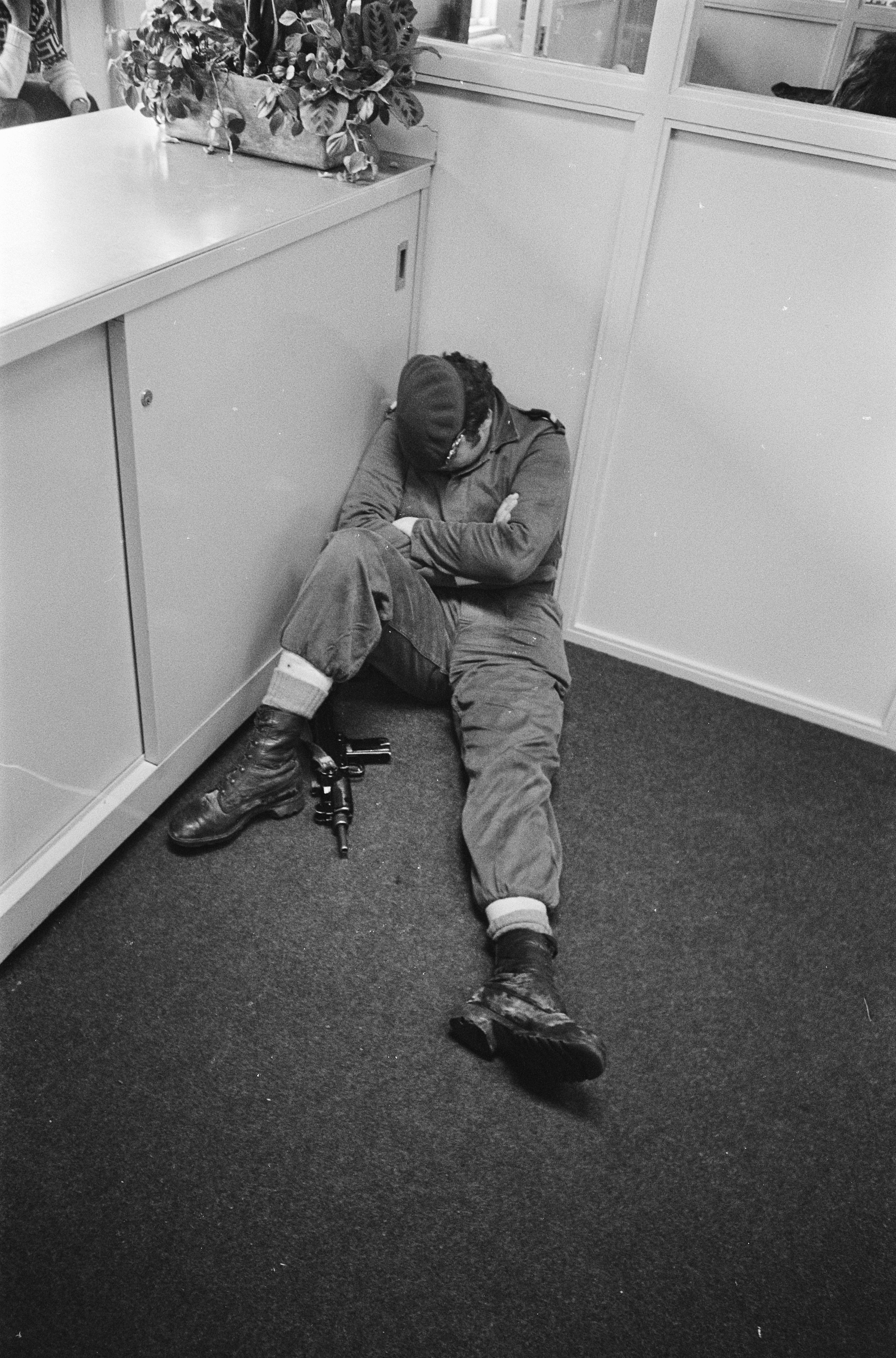
Únos vlaku Wijster (1975)
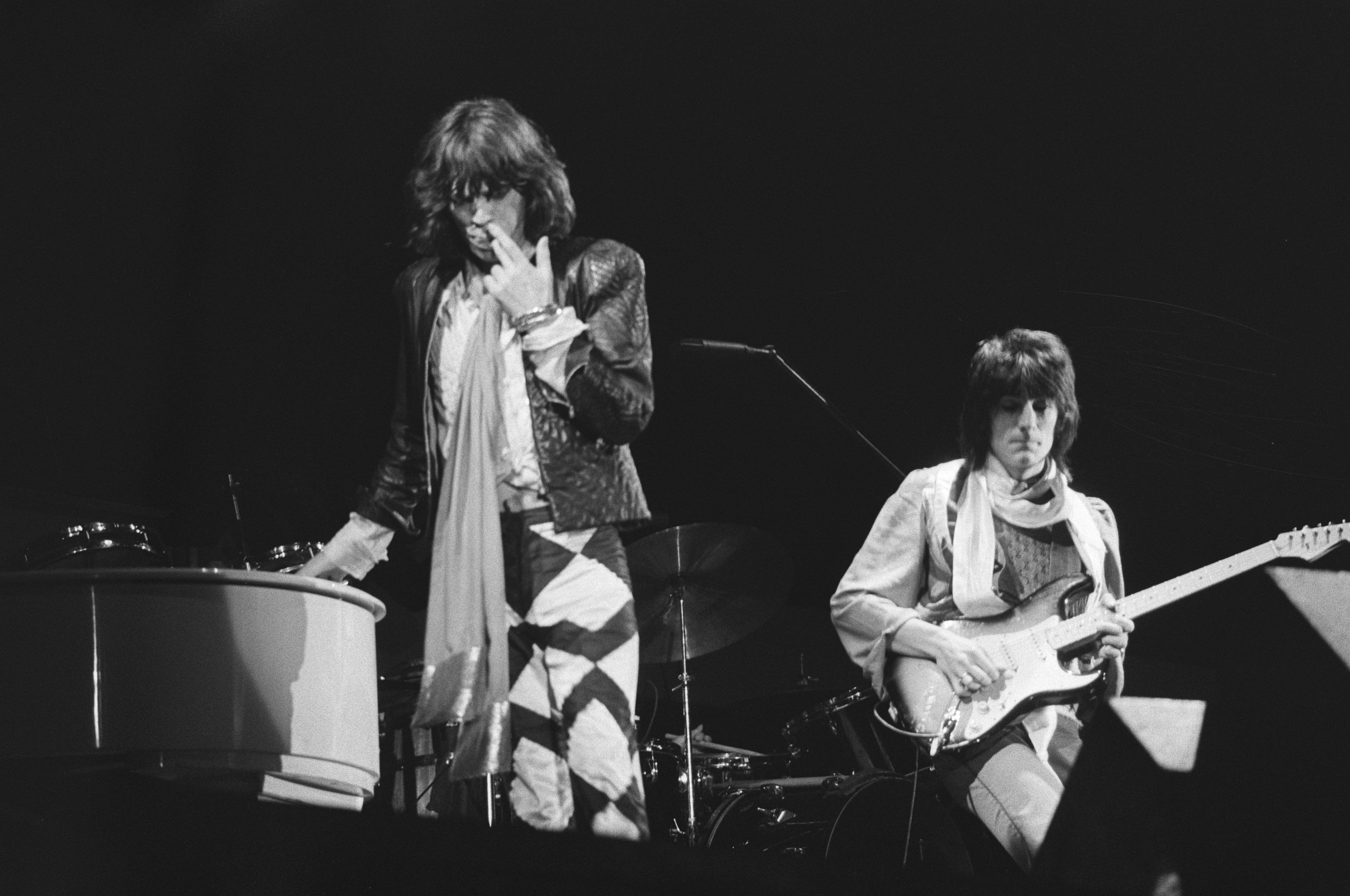
Rolling Stones (1976)

## Publikace (výběr)
- Bert Verhoeff, Sietse van der Hoek en Rogier Fokke: Kraakrepubliek. De erfenis van een tegenbeweging. Eindhoven, Lecturis, 2016. ISBN 978-94-6226-160-0
- Bert Verhoeff: NL. Eindhoven, Lecturis, 2013. ISBN 978-94-6226-037-5
- Bert Verhoeff: Bij ons in het Gooi. Verhoeff, 2010. ISBN 978-94-6061-007-3
- Bert Verhoeff & Marian Spinhoven: Het wonder van Waterland zo dicht bij Amsterdam. Wormerveer, Uitgeverij Noord-Holland, 2004. ISBN 978-90-807099-3-5
- August Willemsen en Bert Verhoeff: Van Tibooburra naar Packsaddle. Australië in 7 stukken, 59 foto's en een epiloog. (Eerder in afleveringen verschenen in Vrij Nederland). Amsterdam, De Arbeiderspers, 2001. ISBN 90-295-5648-X
- De boomgaard der gelukzaligen. De wereld van Nescio - 50 jaar later. Foto's door Bert Verhoeff, teksten Nescio, tekstbezorging Lieneke Frerichs. Amsterdam, Rap, 1999. ISBN 90-6005-739-2